# List (film)
Pour plus de détails, voir Fiche technique et Distribution.
List (hangeul : 리스트) est un court métrage sud-coréen écrit et réalisé par Hong Sang-soo en 2011.

## Synopsis
Parce qu'elle est obligée de rester avec sa mère dans un hôtel en bord de mer, une jeune femme entreprend la rédaction d'une liste de choses à faire pour tromper l'ennui. Tandis que la route des deux femmes croise celle d'un réalisateur de passage, les objectifs semblent devoir se réaliser un à un presque accidentellement.

## Fiche technique
- Titre original : 리스트
- Titre international : List
- Réalisation et scénario : Hong Sang-soo
- Photographie : Park Hong-yeol et Ji Yoon-jeong
- Montage : Hahm Seong-won
- Musique : Jeong Yong-jin
- Production : Kim Kyeong-hee
- Société de production : Jeonwonsa Films
- Pays d'origine :  Corée du Sud
- Langues originales : coréen
- Format : couleur - 1.78 : 1
- Genre : comédie dramatique
- Durée : 29 minutes

## Distribution
- Jeong Yu-mi : la fille
- Youn Yuh-jung : la mère
- Yoo Joon-sang : le réalisateur

## Production
Hong Sang-soo filme ce court métrage immédiatement dans la foulée du tournage d'In another Country, après le départ d'Isabelle Huppert, pour le compte d'une société de production et afin de contribuer au budget du long,. Jung Yu-mi et Youn Yuh-jung y reprennent leurs rôles avec une amorce narrative similaire, tandis que celui de Yoo Joon-sang est différent.

## Diffusion
La plateforme de streaming Le Cinéma Club diffuse en ligne le court métrage durant une semaine en septembre 2018,. Il est édité pour la première fois en DVD en France chez Blaq Out en décembre 2020, en tant que supplément dans un coffret limité regroupant sept films du cinéaste.